# Oostelijk andoorndikkopje
Het Oostelijk andoorndikkopje (Muschampia orientalis) is een vlinder uit de familie van de dikkopjes (Hesperiidae). De wetenschappelijke naam is voor het eerst gepubliceerd in 1913 door Jaques-Louis Reverdin.

## Verspreiding
De soort komt voor in Slowakije, Hongarije, Kroatië, Bosnië en Herzegovina, Servië, Montenegro, Noord-Macedonië, Albanië, Roemenië, Bulgarije, Griekenland, Oekraïne, Rusland, Turkije en Iran.

## Waardplanten
De rups leeft op diverse soorten van de lipbloemenfamilie (Lamiaceae) namelijk: Stachys cretica, Sideritis taurica, Calamintha acinos, Marrubium peregrinum, Ballota nigra en Stachys officinalis.